# 都城市立西小学校
都城市立西小学校（みやこのじょうしりつ にししょうがっこう）は、宮崎県都城市南横市町にある公立の小学校。

## 概要
歴史
1876年（明治9年）に「横市小学校」として創立。現校名となったのは1965年（昭和40年）。2026年（令和8年）に創立150周年を迎える。
校章
1967年（昭和42年）に制定。
校歌
1967年（昭和42年）に制定。作詞は長嶺宏、作曲は海老原直による。歌詞は3番まであり、各番の歌詞中に校名の「西小」が登場する。
通学区域
都城市のうち、「横市町、南横市町、都原町、蓑原町（一部）」。
中学校区は都城市立西中学校。

## 沿革
前史
- 1873年（明治6年）2月18日 - 今房小学校、加治屋小学校の2校が創立。

正史
- 1876年（明治9年）11月11日 - 上記の2校を統合の上、「横市小学校」が開設される。
- 1896年（明治19年）- 小学校令施行により、簡易科（3年制）を設置の上、「簡易横市小学校」に改称。
- 1889年（明治22年）5月1日 - 町村制の施行により、北諸県郡2村（五十町・横市）が合併の上、「五十市村」が発足。
- 1890年（明治23年）- 尋常科（4年制）を設置の上、「尋常横市小学校」に改称。
- 1892年（明治25年）- 「横市尋常小学校」に改称。
- 1908年（明治41年）4月 - 改正小学校令により、尋常科（義務教育年限）が4年制から6年制に改められる。尋常科5年を新設。
- 1909年（明治42年）4月 - 尋常科6年を新設。
- 1936年（昭和11年）5月20日 - 都城市へ編入される。
- 1941年（昭和16年）4月1日 - 国民学校令施行により、「都城市横市国民学校」と改称。尋常科を初等科に改める。
- 1944年（昭和19年）3月14日 - 「都城市母智丘国民学校」（母智丘の読みは「もちお」）に改称。
- 1947年（昭和22年）4月1日 - 学制改革（六・三制の実施）により、国民学校初等科が新制小学校「都城市立母智丘小学校」に改組・改称。
- 1965年（昭和40年）
  - 4月1日 - 「都城市立西小学校」（現校名）に改称。
  - 5月 - 新校舎が完成し、一部の児童（6学級）が移転を完了。
  - 7月 - 全ての児童（更に6学級）が新校舎への移転を完了。
- 1967年（昭和42年）
  - 5月15日 - 校歌を制定。
  - 7月 - プールが完成。
  - 10月2日 - 校旗・校章を制定。
- 1969年（昭和44年）4月1日 - 特殊学級を開設。
- 1970年（昭和45年）2月 - 体育館が完成。
- 1971年（昭和46年）8月 - 補助プールが完成。
- 1976年（昭和51年）
  - 3月 - 特別教室4教室、鉄筋コンクリート造2階建て新校舎が完成。
  - 11月11日 - 創立100周年記念式典を挙行。
- 1980年（昭和55年）3月 - 管理棟が完成。
- 1984年（昭和59年）3月 - 鉄筋コンクリート造3階建て新校舎（12教室）が完成。母智丘の旧校舎を解体。
- 1992年（平成4年）4月1日 - 都城市立明和小学校を分離。分離後、25学級となる。
- 1998年（平成10年）3月 - 新管理棟が完成。
- 1999年（平成11年）
  - 1月 - 新校舎（普通教室他）が完成し、移転を完了。
  - 8月 - 運動場を整備。
- 2004年（平成16年）9月1日 - かがやき学級を開設。
- 2005年（平成17年）8月 - オープン教委間仕切り壁を設置。
- 2006年（平成18年）- プールと運動場を改修。
- 2007年（平成19年）4月1日 - 特別支援通級指導教室を新設。
- 2010年（平成22年）3月 - 新体育館が完成。

## 交通アクセス
最寄りの鉄道駅
- JR九州 日豊本線 「西都城駅」・「五十市駅」

最寄りの幹線道路
- 国道10号（都城志布志道路・都城道路）「横市IC」

## 周辺
- 横市地区公民館
- 横市地区体育館
- 五十市地区公民館